# Крапостина, Марина Юрьевна
Мари́на Ю́рьевна Крапо́стина (фамилия при рождении — Рыба́льченко; 4 сентября 1969, Сургут — 6 декабря 1999, Москва) — артистка-вокалистка (солистка) Кубанского казачьего хора, Заслуженная артистка Украины (1997).

## Биография
Отец, Рыбальченко Юрий Фёдорович, родом из семьи учителей, работал водителем-инструктором. Мать, Нелли Ивановна Рыбальченко, из творческой семьи. Оба с украинскими корнями. Переехали в Сургут в 1968 году, где и познакомились, в этом же году поженились. Работали в управлении «Сургутнефтестрой».
С 1977—1981 годах Марина обучалась в средней школе № 5 г. Сургут. Три года занималась танцами в местном Доме культуры «Нефтяник», а с четвёртого класса начала заниматься пением.
В 1981 году семья переезжает в Краснодарский край, где Марина вместе с сестрой Наташей обучалась в школе № 5 станицы Старовеличковской. Также продолжила занятия в станичной музыкальной школе. В местном Доме культуры с сестрой и подругами организовала эстрадную группу, где играла на ударных и солировала. После окончания школы год работала в ней учителем пения.
В 1987 году поступила в Краснодарский государственный институт культуры. На следующий год в институте был организован ансамбль песни и пляски «Казачья вольница», куда вошла и Марина Рыбальченко, там она познакомилась с Олегом Крапостиным. В 1989 году они поженились.
После окончания института была направлена в Брест, где работала полгода преподавателем по вокалу. Затем вернулась в Краснодар, в «Казачью вольницу».
В 1993 году родила сына, Дмитрия. В этом же году Олег Крапостин перешёл в балет Кубанского казачьего хора. А через полтора года и Марина успешно прошла собеседование у художественного руководителя хора, Виктора Гавриловича Захарченко.
Во время гастролей основного состава хора в Краснодаре осталась часть участников, включая и Марину Крапостину, которые давали концерты на местных сценах. Тогда Марина начала исполнять сольные партии. По возвращении основного состава, Захарченко начал давать Крапостиной для исполнения сольные песни. И со временем она стала одной из основных солисток ансамбля. В репертуар Марины Крапостиной входили как лирические и духовные песни, так и патриотического содержания («Умом Россию не понять», «Русь»…), игровые («Ой хотя бы, Господи, тай повэчерило», «У речки женщина стояла»), а также шуточные и плясовые («Была жинка мужика»). Марина стала хорошо узнаваемой и всеми любимой не только на Кубани, но и далеко за её пределами. Много выступала, гастролировала по Украине, России, Беларуси, Югославии, Японии… Большая гастрольная деятельность и загруженность на работе Марины вынудили Олега Крапостина покинуть семью в 1996 году.
Весной 1999 года была обнаружена опухоль головного мозга. В нейрохирургической клинике имени Бурденко ей сделали операцию. Затем последовал двухмесячный курс радиотерапии. Марину Крапостину во время её болезни поддержал глава администрации края Н. И. Кондратенко: сделал всё возможное для проведения операции в Москве, своим распоряжением выделил ей квартиру.
Марина Крапостина скончалась рано утром 6 декабря 1999 года в Москве.

## Отзывы о Марине Крапостиной
В. Г. Захарченко о Крапостиной:

" Как в своё время Константина Станиславского поразил Фёдор Шаляпин, так и меня Марина Крапостина удивила соединением талантов. В ней, как и в Шаляпине, было всё: необыкновенной красоты голос, артистизм, тонкий вкус, память, человеческое обаяние и самоотверженное трудолюбие. Она стала соавтором многих моих песен.
Пройдёт много лет, но песни её будут жить … Марина была необыкновенно талантливым человеком, равных ей я не встречал никогда ".

Александр Шахматов (русский певец из Австралии) о Крапостиной:

" Когда я впервые услышал её пение в зале Чайковского в Москве, моя душа была полностью захвачена её исполнением. Несмотря на то, что мне за мою жизнь удалось слышать самых лучших исполнителей по всей планете, но такого душевного пения я не могу припомнить. Весь зал был захвачен. И самое невероятное и прекрасное то, что даже дети замирали во время пения Марины. Это дар Божий, чудо нашего времени! ".

## Награды и почётные звания
- Заслуженная артистка Украины 1997 г.[1]
- Лауреат Молодёжной премии Кубани
- дважды Лауреат Краевой премии имени Глеба Митрофановича Седина[2]

## Память
- В станице Старовеличковская в средней школе № 5, где училась певица, была установлена мемориальная доска в её честь.
- Кубанский казачий хор выпустил музыкальный альбом CD «Золотые голоса. Поёт Марина Крапостина» (2010)